# Vlado Habjan
Vlado Habjan, slovenski pisatelj in zgodovinar, * 13. november 1919, Tabor pri Vranskem, † 15. avgust 2003, Ljubljana.
Habjan je končal Ekonomsko šolo Celje.
Leta 1941 se je priključil partizanom in bil med drugim politični komisar bataljona. Bil je tudi soustanovitelj prve odborniške organizacije v svoji rodni vasi, vendar ga je drugo leto vojne začela preganjati nevarnost izdaje, zato je pobegnil iz Maribora, kamor se je preselil pred začetkom vojne, na Dunaj. Na Dunaju se je učil nemško in izvajal protifašistične dejavnosti. Ko se je leta 1944 iz Dunaja pripeljal v Kranj, se je pridružil gorenjski Brigadi Franceta Prešerna. Vojna mu ni prizanašala. Dvakrat je bil hudo ranjen in se je zdravil v Bolnici Franji in Bolnici Pavli.
Po 2. svetovni vojni se je preselil v Ljubljano, vendar je še vedno veliko prostega časa preživel v rodnem Taboru, kjer je napisal svoja prva literarno - zgodovinska dela in romane o zgodovini Slovencev.
Objavil več zgodovinskih razprav, največ v zvezi s Celjskimi grofi. Bil je tudi ustanovitelj in prvi predsednik Svetovnega slovenskega kongresa.